# Сотниково (Наро-Фоминский район)
Сотниково — деревня в Наро-Фоминском районе Московской области, входит в состав сельского поселения Волчёнковское. Численность постоянного населения по Всероссийской переписи 2021 года — 35 человек. До 2006 года Сотниково входило в состав Афанасьевского сельского округа. 

## География
Деревня расположена на ручье Подосёнковский, в юго-западной части района, от безымянного правого притока реки Протвы, также в юго-восточной части деревни протекает ручей Осёнка. Деревня находится примерно в 5 км к югу от города Верея высота центра над уровнем моря 188 м. Ближайшие населённые пункты в 1 км — Васильево на юго-запад и Кузьминское на северо-восток.
В деревне 2 улицы, Кленовая и Народная, 1 тупик: Транспортный, и 2 шоссе, Колодезное и Пановское. Также у деревни есть северо-западный объезд.

## Население
| 2002 | 2006 | 2010 |
| ---- | ---- | ---- |
| 6    | ↘1   | ↗48  |